# Robert de Comines
Robert de Comines ou Comyne, Comin, Cumin († fin janvier 1069), est un noble flamand du XIe siècle qui fut très brièvement comte de Northumbrie (fin 1068-janvier 1069). Il participa à la conquête normande de l'Angleterre. 

## Biographie
D'après Geoffroy Gaimar, un chroniqueur qui n'est pas contemporain des faits, Robert de Comines est le chef d'une bande de mercenaires flamands, et ceci suggère que son toponyme vient de Comines alors dans le comté de Flandre. Il appartenait à la famille des Seigneurs de Comines.
D'après Orderic Vital, Guillaume le Conquérant lui donne le comté de Durham en 1069. Mais d'après le Historia regum Anglorum (dont l'auteur est probablement Syméon de Durham), c'est la partie du royaume qui se trouve au nord de la Tyne (la Northumbrie) qui est donnée à Robert de Comines. Il succède à l'Anglo-Saxon Gospatrick, qui a déserté en Écosse, probablement en 1068. Il semble bien être à la tête d'une armée de mercenaires, car il autorise ses hommes à piller et tuer pour se constituer leurs gages.
Il arrive à Durham fin décembre 1068 avec quelques centaines de chevaliers. Il est prévenu par Æthelwine, l'évêque local (1056-1071), qu'un complot se prépare contre lui. D'après Syméon de Durham, les Northumbriens ont prévu de s'enfuir à l'annonce de l'arrivée du comte, mais une tempête de neige les en empêche. Ils décident alors de tenter le tout pour le tout en attaquant les Normands. Une nuit de la fin janvier 1069, le 28 ou le 31, les Anglo-Saxons de Northumbrie se soulèvent et massacrent tous les Normands. Robert de Comines, qui loge dans la résidence épiscopale, repousse l'attaque. Les assaillants mettent le feu au bâtiment ; Robert est tué dans sa fuite.
À l'annonce du massacre, Guillaume le Conquérant envoie une armée, mais elle fait demi-tour. Gospatrick se réinstalle à la tête du comté. L'impossibilité de prendre en main cette région du royaume mène Guillaume le Conquérant à une campagne de dévastation du nord de l'Angleterre (1069-1070).
On ne sait rien d'un possible parenté de Robert avec Guillaume Cumin († vers 1160), chancelier d'Écosse et primogéniteur du clan Comyn, qui tenta de s'emparer de l'évêché de Durham au début des années 1140.

### Sources
- William M. Aird, « Cumin, Robert, earl of Northumbria (d. 1069) », dans Oxford Dictionary of National Biography, Oxford University Press, 2004.